# SKEPP
SKEPP es una organización escéptica belga independiente. El nombre de la organización es un retroacrónimo de Studiekring voor de Kritische Evaluatie van Pseudowetenschap en het Paranormale ("Círculo de estudio para la evaluación crítica de la pseudociencia y lo paranormal").

## Fundación
SKEPP es una organización sin ánimo de lucro que surgió de la sociedad astronómica belga, Vereniging voor Sterrenkunde, y fue fundada en 1990 por, entre otros, Etienne Vermeersch, Willem Betz, Tim Trachet and Jean Paul Van Bendegem.

## Objetivos
Los objetivos de la organización son:
- Realizar una investigación crítica sobre afirmaciones que son altamente improbables basadas en el conocimiento científico actual o que las contradicen. Específicamente, SKEPP se enfoca en afirmaciones pseudocientíficas, así como en afirmaciones de eventos paranormales.
- No rechazar afirmaciones o teorías a priori. Su valor solo se determina después de un examen crítico y una evaluación objetiva de todos los argumentos, libre de puntos de vista filosóficos, religiosos y políticos.
- Recopilar y poner a disposición literatura, documentos y otros materiales relacionados con las afirmaciones mencionadas anteriormente.
- Comunicar los resultados de la investigación crítica propia y ajena mediante la publicación de un periódico, la organización de conferencias y conferencias, la realización de actividades de divulgación educativa a través de los medios de comunicación, escuelas, etc.
- Mantener contactos con organizaciones que comparten estos u objetivos similares.

## Actividades
SKEPP obtiene la mayor parte de su financiación de las cuotas de los miembros. Por iniciativa del miembro de la junta y ex editor en jefe Tom Schoepen, SKEPP ha estado publicando su propia revista trimestral desde 2000, Wonder en is gheen wonder, una revista para la ciencia y la razón, que se enfoca tanto en temas pseudocientíficos como en temas relacionados con la filosofía de la ciencia. Los editores incluyen a Johan Braeckman (Universidad de Gante), Griet Vandermassen (Universidad de Gante), Geerdt Magiels y el fundador de SKEPP, Tim Trachet.
En 2012, SKEPP organizó una serie de conferencias y debates, con destacados científicos y filósofos, bajo el nombre de Het Denkgelag, que desde entonces se ha convertido en una organización sin fines de lucro independiente que organiza conferencias escépticas. En 2015, SKEPP organizó el evento anual "Zomerschool Kritisch Denken" (Pensamiento crítico de verano) dirigido a profesionales de la educación. Actualmente, SKEPP organiza las ediciones locales mensuales de Skeptics in the Pub en Gante, Amberes y Lovaina.

## Premios otorgados
Desde 1996, SKEPP otorga premios anuales a los no miembros: el Zesde vijs (el "Sexto Tornillo") y el Skeptische Put (de "Skeptical Pit").

### Zesde Vijs
El Zesde Vijs se otorga a "alguien que se ha distinguido en el último año en la difusión de conocimientos objetivos sobre la pseudociencia y lo paranormal, o que se ha hecho notar en los medios al presentar una visión crítica matizada o una argumentación completamente documentada". Este premio ha sido otorgado a, entre otros:
- Stijn Bruers (2015)
- Maggie De Block (2014)
- Marleen Finoulst (2013)
- Ruben Mersch (2012)
- La redacción científica del diario flamenco De Standaard (2011)[3]
- El programa de televisión Ook getest op mensen, VRT - Eén (2010)[4]
- Ilse van Lysebeth y Ellen Vermeulen (2009)
- Bruno Clément del programa de actualidad de RTBF Questions à la Une (2008)
- Jan Vanlangendonck del canal de radio flamenco Radio 1 (2007)
- Periodista y filósofo Joël de Ceulaer de la revista flamenca Knack (2005)
- Periodista Mark Eeckhaut de De Standaard (2004)
- Ex decano de la Universidad de Gante Prof. Dr. Andreas De Leenheer (2003)
- Prof. Dr. Els De Bens y Dr. Karin Raeymaeckers (2002)
- El programa de radio flamenco Jongens en Wetenschap (2001)
- Periodista Wim Daems de la revista científica belga Eos (1999)
- Psicólogo holandés Hans Crombach (1998)
- El físico Jean Bricmont (1997)
- Historiador y filósofo Prof. Dr. Gie van den Berghe (1996)

### Skeptische Put
El Skeptische Put se otorga a "alguien que, según SKEPP, ha mostrado un pensamiento excepcionalmente acrítico y que ha entendido totalmente mal la popularización de la ciencia y el conocimiento". El Skeptische Put ha sido otorgado a, entre otros:
- Jan Alone (2014)[6]
- Peter Vereecke (2013)
- Patrick Geryl (2012)
- Chris Vermeire (2010)
- Chris Gaublomme , presidente de la organización sin fines de lucro vzw Preventie Vaccinatieschade ("Prevención de los daños de las vacunas") (2009)
- Peter Aelbrecht (2008)
- Vijf TV - My mind and body (2007)
- Las tres principales organizaciones belgas de seguros de enfermedad: Socialistische Mutualiteiten, Landsbond der Christelijke Mutualiteiten y Liberale Mutualiteit (2003),[7]
- El periodista Willem J. Duckaert en las revistas belgas Blik y maar Natuurlijk! (2002)
- El profesor de psicología Stephan Lievens por su libro Tussen de lijnen! Over grafologie (¡Entre líneas! Acerca de la grafología) (2001)[8]
- Prueba de compra y prueba de estado de compra de prueba de la unión de consumidores (2000)
- El cantante Ingeborg Sergeant (1999)
- Velazquez Paranormal Consulting (1997)

## Premio Sísifo del millón de euros
Desde el 1 de octubre de 2012, la organización se ha comprometido a otorgar el premio Sísifo de 1 millón de euros a cualquier persona que pueda demostrar habilidades paranormales en condiciones controladas. Esto incluye tanto los fenómenos paranormales como la homeopatía. El mismo desafío también es ofrecido por otras organizaciones escépticas europeas y sirve como el equivalente del Desafío Paranormal del Millón de Dólares estadounidense, que fue ofrecido por la Fundación Educativa James Randi.
El 8 de marzo de 2014, su sitio web describe el premio como "el premio de 25 000 euros". Solicitar el premio cuesta 50 euros. Informa que "el texto y el protocolo se están reescribiendo y pronto estarán disponibles nuevamente".

## Medios
Desde su fundación, SKEPP se ha hecho bastante conocido a través de los medios belgas. A menudo se les pide que presenten su perspectiva crítica sobre temas paranormales o pseudocientíficos. En 2004, la organización llegó a los titulares cuando treinta escépticos de la Universidad de Gante llevaron a cabo un intento de "suicidio masivo" al tomar una sobredosis de veneno de serpiente, belladona y arsénico diluidos homeopáticamente. El objetivo de esta acción era demostrar que los productos homeopáticos no contienen ingredientes activos. Además, la organización belga de seguros de salud fue acusada de ponerse por encima de la ley como entidades comerciales al reembolsar tratamientos alternativos. Según SKEPP, al reembolsar los tratamientos alternativos, las organizaciones de seguros médicos darán la impresión al público belga de que se trata de medicamentos o tratamientos eficaces.
En 2014, el tribunal de apelación belga en Bruselas demostró que SKEPP tenía razón contra la apelación del médico holandés Robert Görter, a quien la organización llamó charlatán en 2004.

## Acción legal
SKEPP tiene un historial de defender a sus autores contra los SLAPP (pleitos estratégicos contra demandas públicas) cuando sus autores son demandados por escribir artículos críticos con la pseudociencia, como la demanda más reciente en la que fueron demandados por un artículo escrito por Patrick Vermeren contra el entrenamiento alpha. Una decisión del Tribunal de Apelación (Inglaterra y Gales) apoyó a SKEPP.